# Володимир Давидович
Володимир Давидович (? — 12 травня 1151) — чернігівський князь (1139—1151) з династії Рюриковичів. Син чернігівського князя Давида Святославича.

## Життєпис
Володимир загинув у битві на Руті, коли підтримав Юрія Довгорукого та інших Ольговичів проти Ізяслава Мстиславича.
Під час розкопок на місці столиці Золотої Орди Сарай-Берке знайшли чашу чернігівського князя Володимира Давидовича. Вздовж вінця цього чудового виробу середини XII століття по кругу вибито напис: «А се чара князя Володимирова Давидовча. Кто із нєє п'є, тому на здоровьє, а хваля Бога своєго осподаря великого князя». Цей напис на чарі є пам'яткою української мови.